# روژنا ناسکووا
روژنا ناسکووا (چکی: Růžena Nasková؛ ۲۸ نوامبر ۱۸۸۴ – ۱۷ ژوئن ۱۹۶۰) هنرپیشه اهل چکسلواکی بود.
او مابین سال‌های ۱۹۱۵ تا ۱۹۵۳ میلادی در ۱۵ فیلم بازی کرد.